# صموئيل ميروين
صموئيل ميروين (بالإنجليزية: Samuel Merwin)‏ (6 أكتوبر 1874، إيفانستون في الولايات المتحدة - 17 أكتوبر 1936، نيويورك في الولايات المتحدة)؛ كاتب، صحفي، كاتب سيناريو وروائي أمريكي.

## روابط خارجية
- صموئيل ميروين على موقع IMDb (الإنجليزية)
- صموئيل ميروين على موقع قاعدة بيانات برودواي على الإنترنت (الإنجليزية)
- صموئيل ميروين على موقع قاعدة بيانات الفيلم (الإنجليزية)